# Cyrtopodion fedtschenkoi
Cyrtopodion fedtschenkoi är en ödleart som beskrevs av  Strauch 1887. Cyrtopodion fedtschenkoi ingår i släktet Cyrtopodion och familjen geckoödlor. Inga underarter finns listade i Catalogue of Life.